# Lâu đài Viderup
Lâu đài Viderup (tiếng Thụy Điển: Viderups slott) là một lâu đài ở Eslöv, Scania, phía nam Thụy Điển.